# Асен Меджидиев
Асен Меджидиев е български лекар.

## Биография
Роден е на 27 май 1968 г. в Дупница. Завършва медицина във Висшия медицински институт (днес Медицински университет) в София през 1994 г., а през 2010 г. – здравен мениджмънт. Има проведени специализации в Германия, Хърватия и Швейцария.
Работи като лекар-ординатор в Отделението по белодробни болести на Пета градска болница. Между 1995 и 2011 г. е специалист по УНГ и бронхоскопист към Клиниката по оториноларингология и лицево-челюстна хирургия на УМБАЛ „Св. Анна“. От 2012 г. е част от екипа на „Пирогов“. Създава и ръководи първото отделение по УНГ в лечебното заведение и инициира Националната програма „Детско здраве – Пирогов“ за провеждане на високоспециализирани профилактични прегледи в страната.
Д-р Меджидиев има редица публикации на тема УНГ и бронхология в български и международни издания. Член е на Българския лекарски съюз, като от 2018 г. е председател на УС на Столичната лекарска колегия към БЛС.
От 2 август 2022 г. до 6 юни 2023 г. е служебен министър на здравеопазването в служебните правителства на Гълъб Донев.